# Bukownica (powiat ostrzeszowski)
Bukownica – wieś w Polsce położona w województwie wielkopolskim, w powiecie ostrzeszowskim, w gminie Grabów nad Prosną.

## Nazwa
Nazwa wywodzi się od polskiej nazwy drzewa Buk.
W księdze łacińskiej Liber fundationis episcopatus Vratislaviensis (pol. Księga uposażeń biskupstwa wrocławskiego) spisanej za czasów biskupa Henryka z Wierzbna w latach 1295–1305 miejscowość wymieniona jest w zlatynizownej formie villa Bucownitz Marschalconis.
Do 1939 roku nosiła niemiecką nazwę Buchen, a do 1943 Buchenitz.

## Historia
Miejscowość historycznie należy do ziemi wieluńskiej i związana była z Wielkopolską. Ma metrykę średniowieczną i istnieje co najmniej od XIII wieku. Wymieniona po raz pierwszy w dokumencie sprzedaży wsi z 1266 pod nazwą „Buchownitz, Bukownicza”. Osada istniała jednak wcześniej ponieważ archeolodzy odnaleźli na terenie wsi grodzisko wklęsłe .
Wieś została odnotowana w historycznych dokumentach prawnych, własnościowych i podatkowych. Kodeks dyplomatyczny Wielkopolski podaje, że 1294 w Uniejowie arcybiskup gnieźnieński Jakub Świnka nadał sołectwo bukownickie Trzebiesławowi, synowi Wisława w celu lokowania miejscowości na prawie średzkim. Sołtys otrzymał 6. łanów pól, młyn zbożowy, co trzeci denar oraz trzecią część miodu z uiszczanych podatków. Osadnicy otrzymali 10 lat wolnizny na zagospodarowanie, z wyjątkiem starych ról, z których zobowiązani byli do zapłaty dziesięciny snopowej. W 1441 wieś liczyła 29. łanów kmiecych i sołtysich. Odnotowany został także imiennie Piotr sołtys Bukownicy. W 1443 jeden ze średniowiecznych dokumentów odnotował sprzedaż wiejskiego młyna .
Po rozbiorach Polski miejscowość znalazła się w zaborze pruskim. Jako wieś leżącą w powiecie ostrzeszowskim wymienia ją XIX-wieczny Słownik geograficzny Królestwa Polskiego. W 1880 liczyła 136 domów i 1038 mieszkańców z czego 40. wyznawało ewangelicyzm, a 998 było katolikami. Słownik odnotował we wsi 275. analfabetów. W odległości 18 kilometrów od miejscowości była stacja pocztowa w miejscu stacji kolei żelaznej Antonin. Odnotowany został kościół parafialny dekanatu ostrzeszowskiego wraz z kościołem filialnym w Chlewie.
W XVIII wieku była niewielkim ośrodkiem płóciennictwa chałupniczego. Murowany kościół pochodzi z 1721 roku. Odbudowany w 1776 po pożarze, a w 1863 otrzymał neogotyckie wieże. Mieszkańcy Bukownicy brali czynny udział w powstaniu Wielkopolskim, a w czasie II wojny światowej działał tu pluton Armii Krajowej. Za panowania królów była miejscowością królewską, czyli oddawała pieniądze z pańszczyzny królowi a nie szlachcicowi.
W latach 1954–1961 wieś należała i była siedzibą władz gromady Bukownica, po jej zniesieniu w gromadzie Grabów nad Prosną. W latach 1975–1998 miejscowość należała administracyjnie do województwa kaliskiego.
Bukownica to jedna z najlepiej prosperujących miejscowości w regionie gminy Grabów. Miejscowość ta posiada dwa zespoły sportowe: Towarzystwo Gimnastyczne Sokół oraz LZS Bukownica, w skład której wchodzi zespół piłkarski oraz drużyna lekkoatletyczna, którego członkiem jest wielokrotny mistrz Polski weteranów Marian Świtoń. Co roku od 15 lat w Bukownicy organizowany jest Ogólnopolski Bieg Sokoła, który zyskał już swoją markę jako świetnie zorganizowany. W roku 2006 zyskał miano Międzynarodowego ponieważ wystartowało w nim dwóch zawodników z Białorusi i Kenii.

## Ludzie związani z Bukownicą
- W Bukownicy posługiwał ks. Jan Kompałla – polski duchowny katolicki, inicjator powstania Królewskiego Katolickiego Gimnazjum w Ostrowie.
- Polichromie w kościele w Bukownicy wykonał Edward Haładyn – artysta grafik.